# 美濃市美濃町伝統的建造物群保存地区

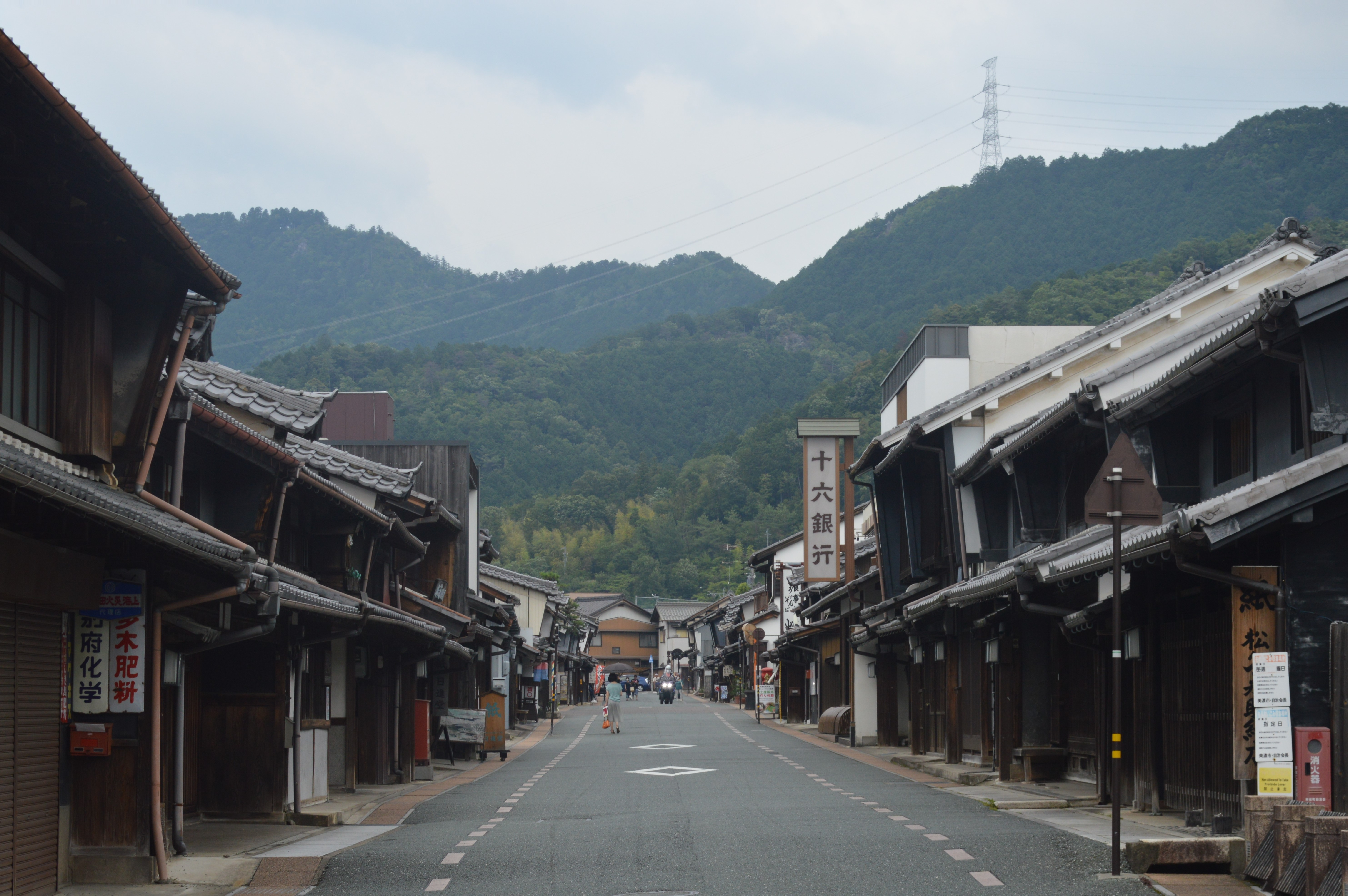
美濃町

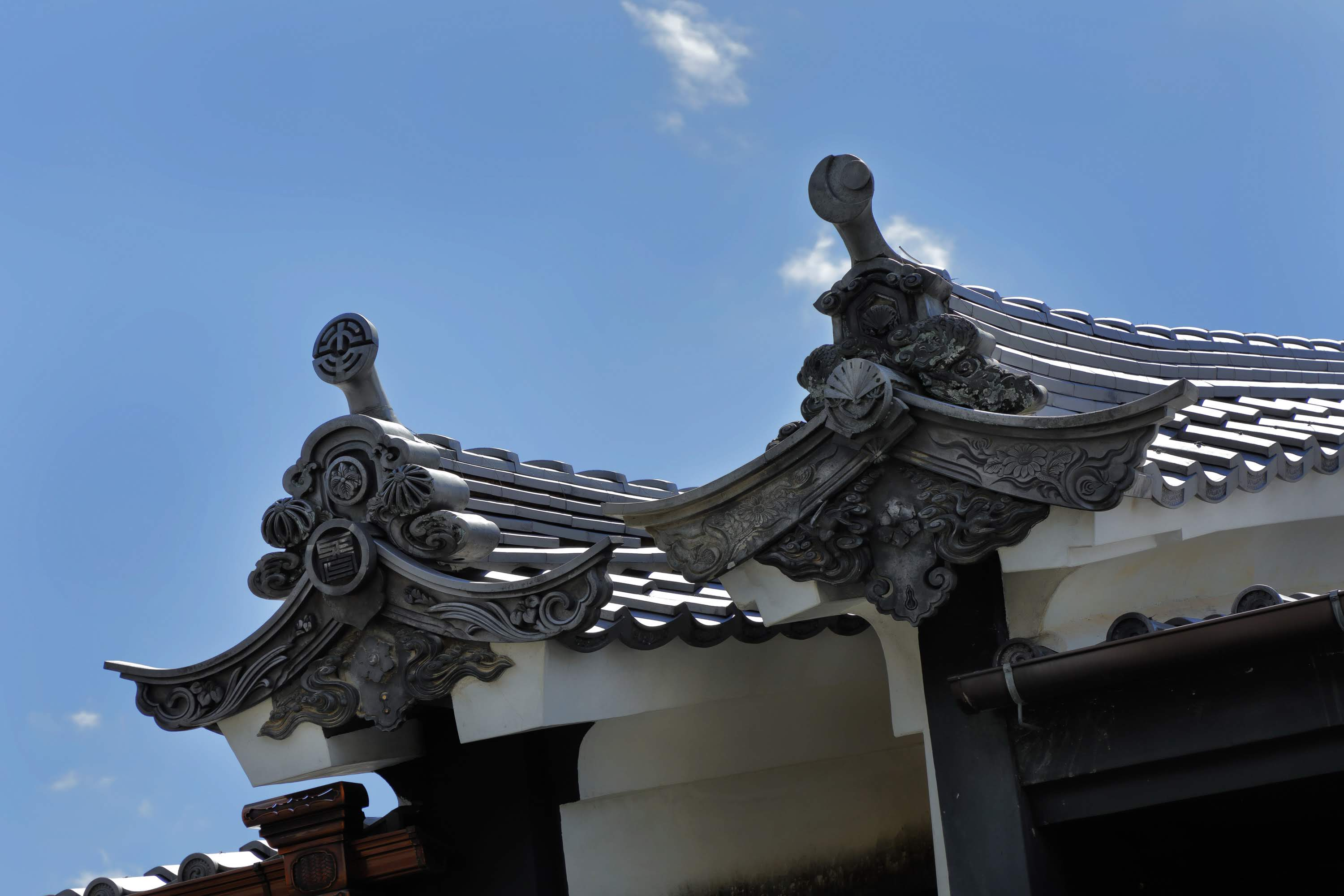
うだつ

美濃市美濃町伝統的建造物群保存地区（みのしみのまちでんとうてきけんぞうぶつぐんほぞんちく）は、岐阜県美濃市にある町並み保存地区。「うだつの上がる町並み」として知られ、重要伝統的建造物群保存地区（商家町）に選定されている。

## 歴史
江戸時代初期、関ヶ原の戦いで加封された金森長近によって町並みの原型が作られたが、その後、金森家の断絶により尾張藩領となった。美濃和紙の生産地として繁栄し、その富の象徴でもあったうだつが町並みを特徴づけている。町割りは、一番町通りと二番町通りが4本の横町で結ばれる目の字型となっている。
1999年（平成11年）5月13日には重要伝統的建造物群保存地区に選定された。2003年（平成15年）には保存地区内の電線類地中化が完了した。街灯を建物に直接設置することで電柱を排除してある。
2004年（平成16年）には国土交通省による都市景観大賞「美しい町並み大賞」を受賞した。2007年（平成19年）1月には美しい日本の歴史的風土100選に選定された。
2009年（平成21年）3月に刊行された旅行ガイドブックのグリーン・ミシュランには美濃市美濃町も掲載された。2010年（平成22年）6月には岐阜県で第30回豊かな海づくり大会が開催され、天皇・皇后が美濃市美濃町を視察した。

## 重要伝統的建造物群保存地区データ
- 地区名称：美濃市美濃町
- 種別：商家町
- 選定年月日：1999年（平成11年）5月13日
- 選定基準：伝統的建造物群が全体として意匠的に優秀なもの
- 面積：約9.3 ha

## みどころ

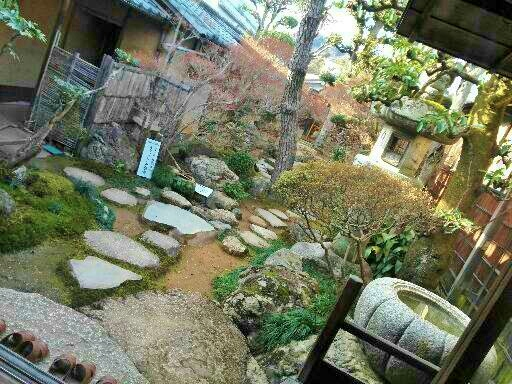
水琴窟と茶室がある旧今井家住宅の中庭

- 小坂家住宅 - 国の重要文化財。安永初期の造り酒屋。屋根全面に「起り（むくり）」を持つ、美濃町の代表的な町家建築。主屋には安永2年（1773年）の祈祷札があり、この頃の建立と思われる。切妻造、桟瓦葺き、2階建で、ゆるやかにふくらんだ起（むく）り屋根が特徴。屋根の両妻に「うだつ」がある。
- 旧今井家住宅・美濃史料館 - 美濃市指定有形文化財（建造物）。江戸中期の市内最大規模の商家（紙問屋）。最も古いうだつ軒飾りの形式を持つ。庭園の水琴窟は日本の音風景百選に選定されている。奥の蔵には「にわか」に関する展示などがある。
- 町並みギャラリー・山田家住宅 - 享保6年開業の町医者。陶器製の防火水槽がある。現在は和紙ちぎり絵などのギャラリー。
- 松久達三家 - 今井家より少し発展した軒飾り。
- 加藤家 - 18世紀中期のものと思われるうだつ飾り。
- 平田家 - 明治初年の大火後に建てられた家。江戸時代より立派なうだつ飾り。
- 大石家、梅村家、鈴木家、西尾家、古田家、松久家、渡辺家、旧武藤家、小坂家、古川家、岡専旅館、時代軒 - うだつが上がっている。
- 美濃和紙あかりアート館 - 美濃和紙のあかりアート作品を展示。

## 参考画像

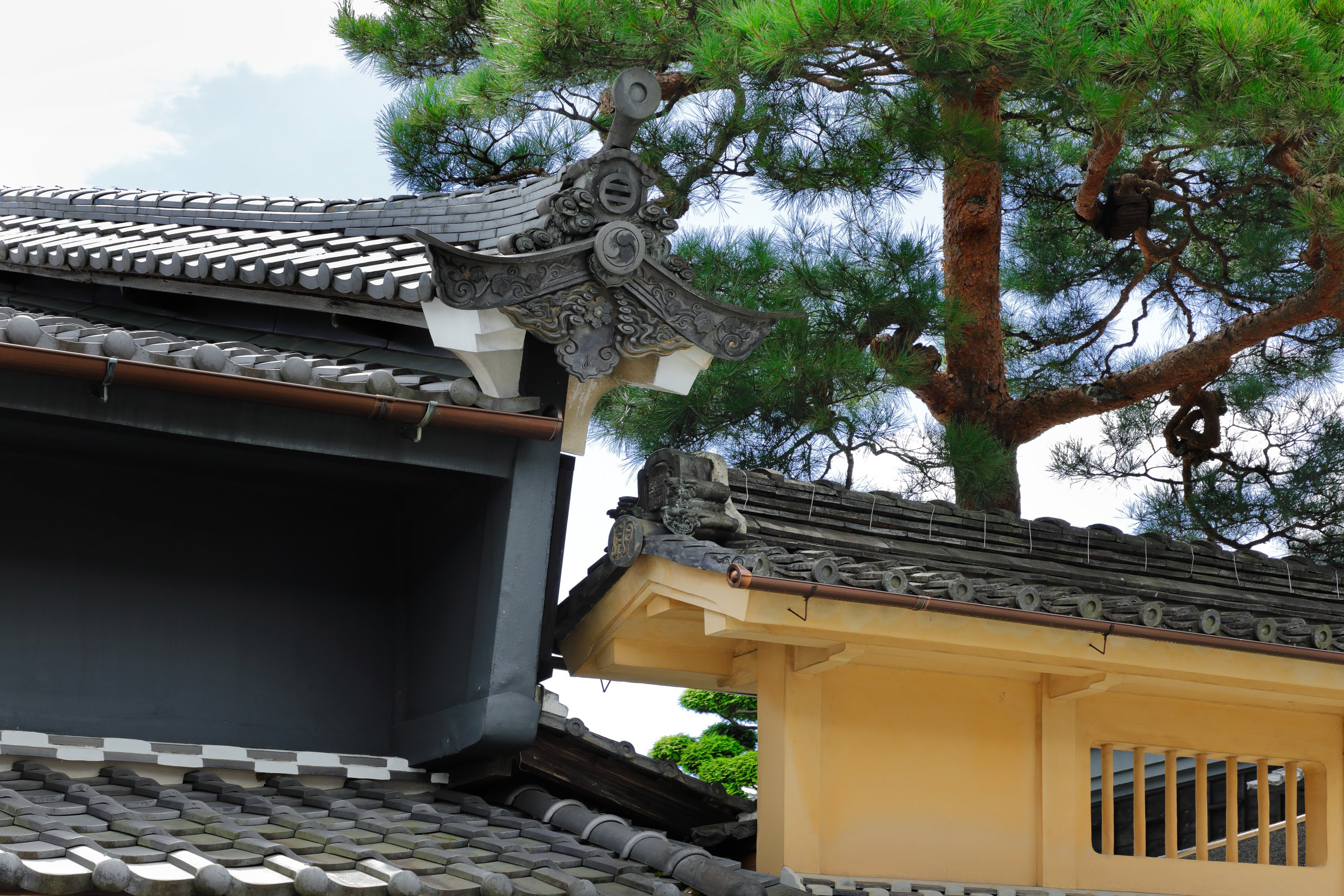
うだつ
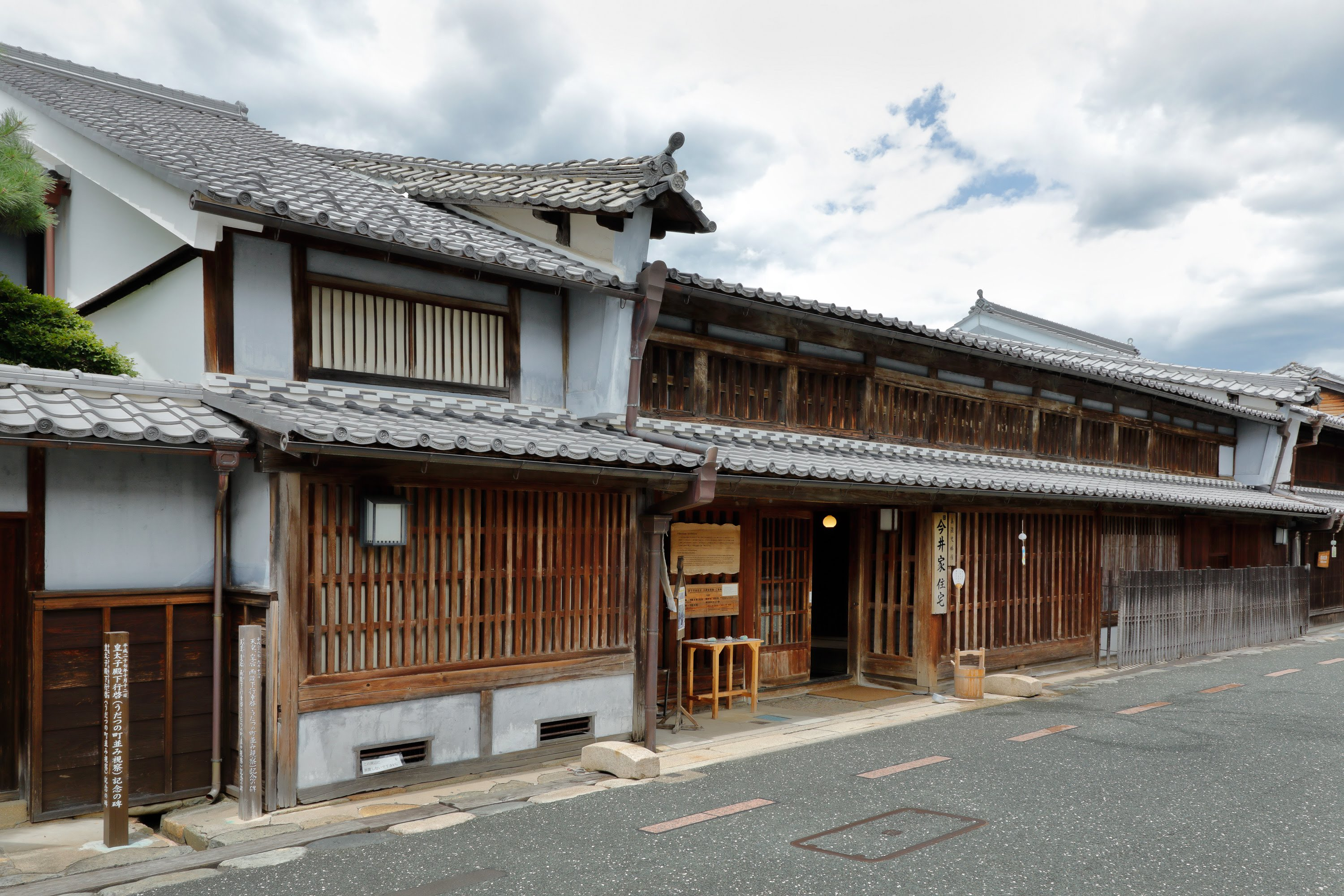
今井家
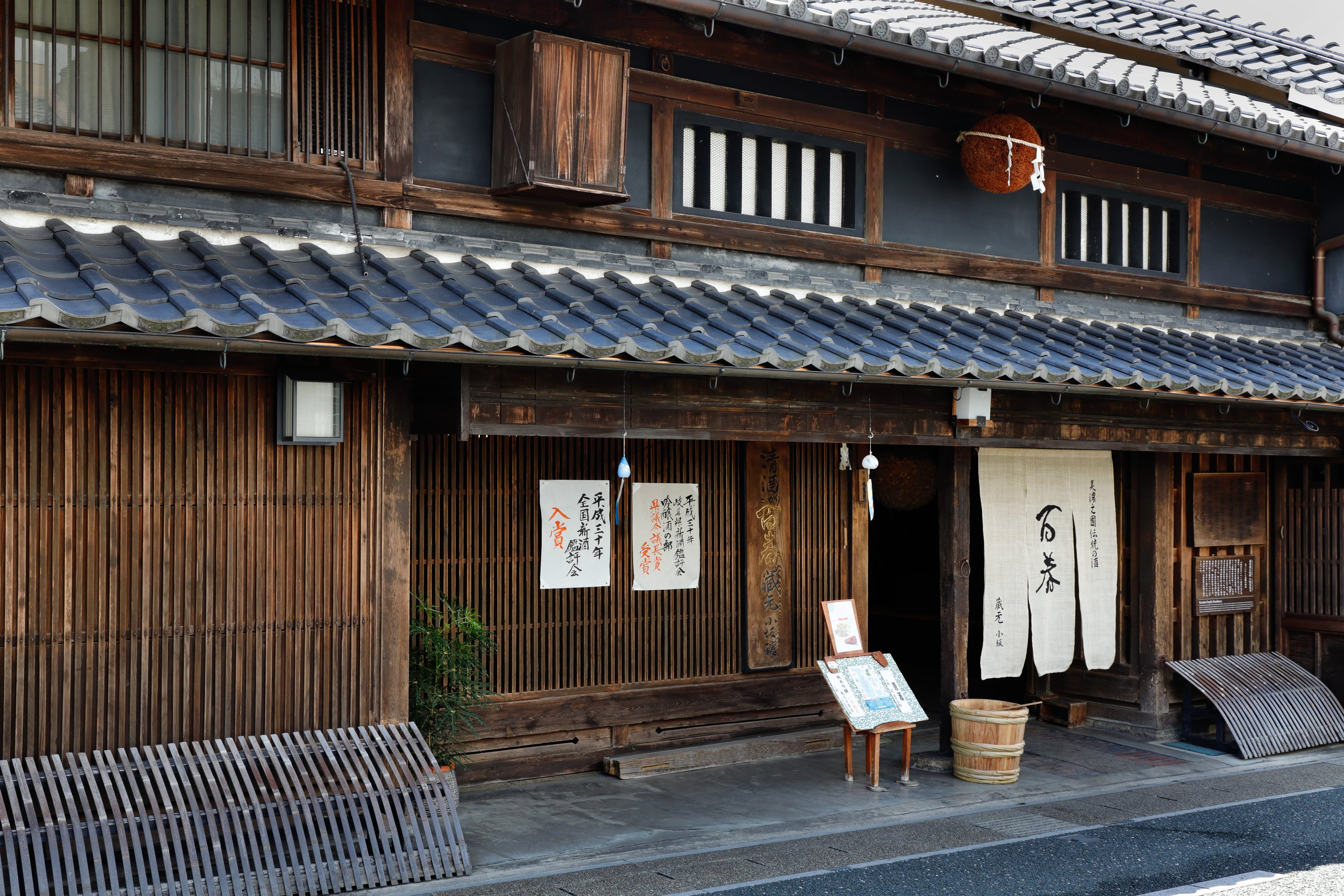
小坂酒造場
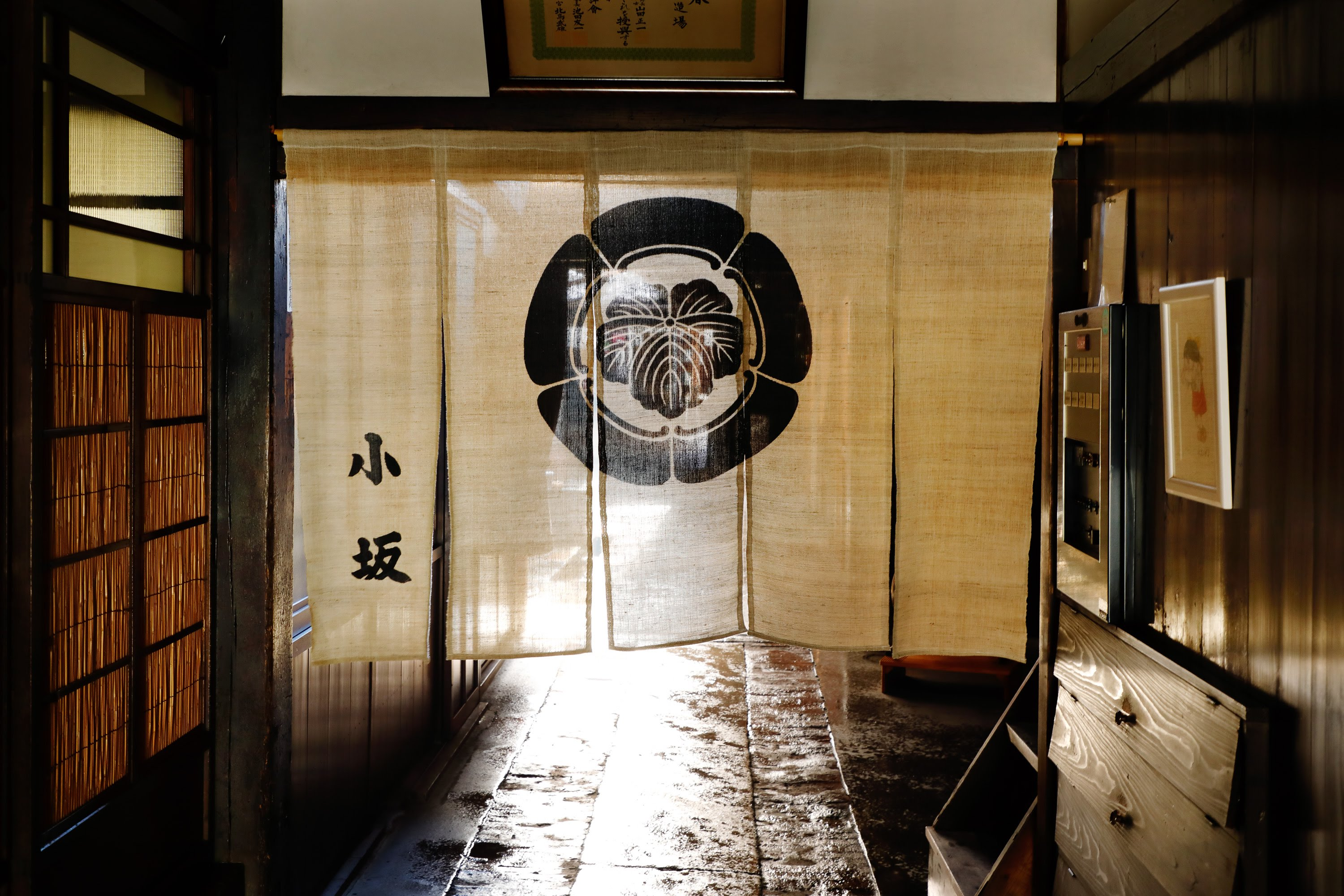
小坂酒造場
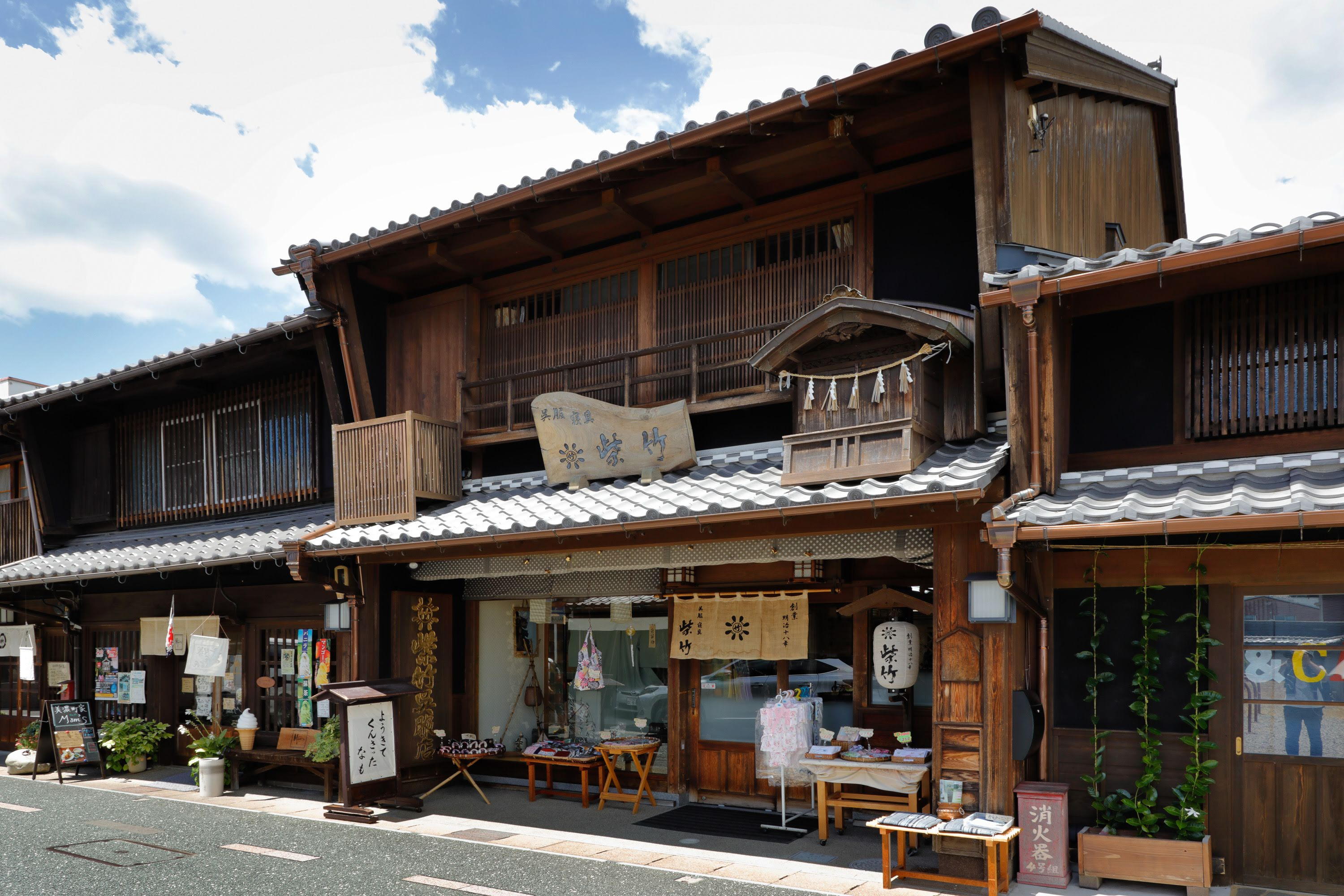
紫竹呉服店
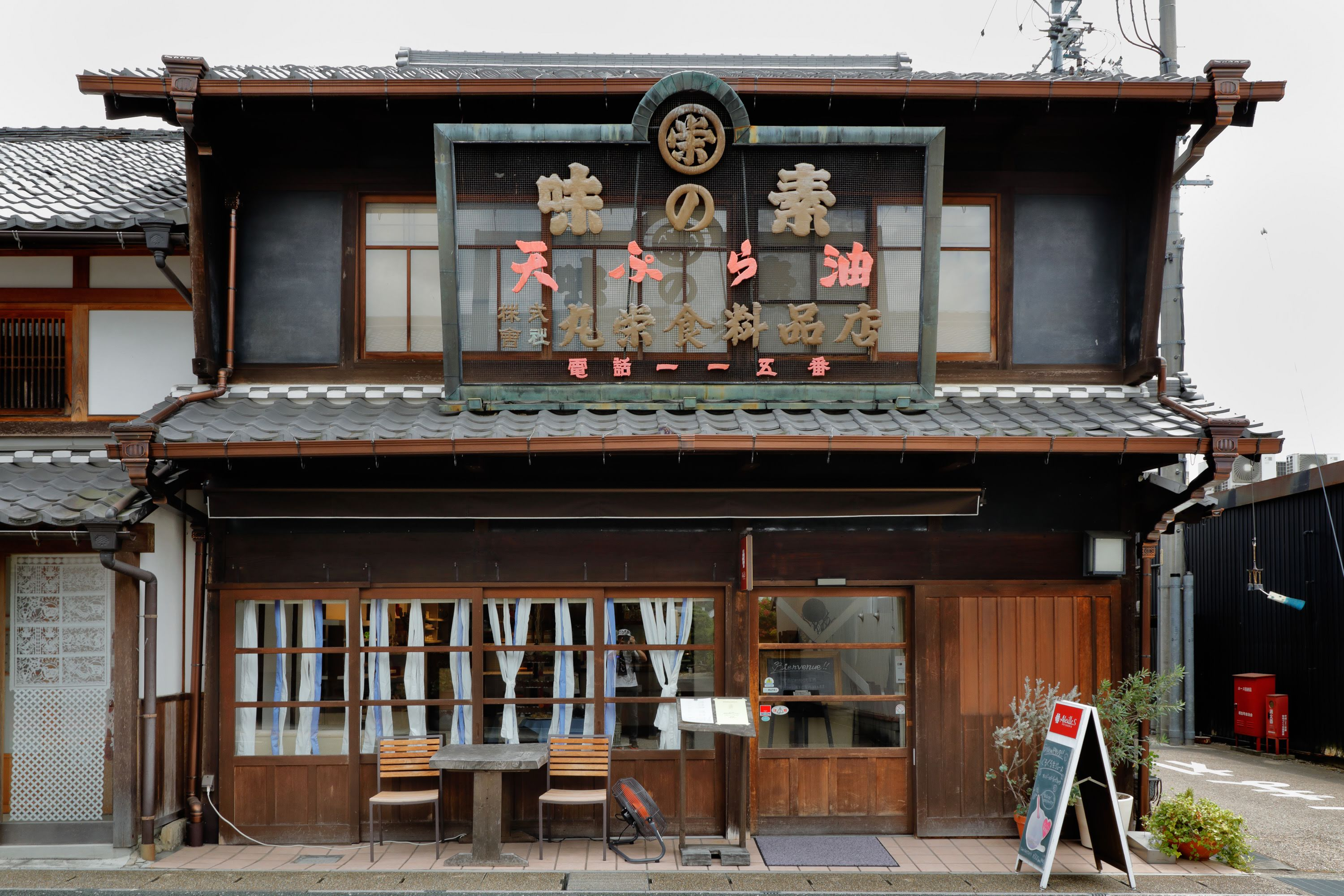
丸栄食料品店
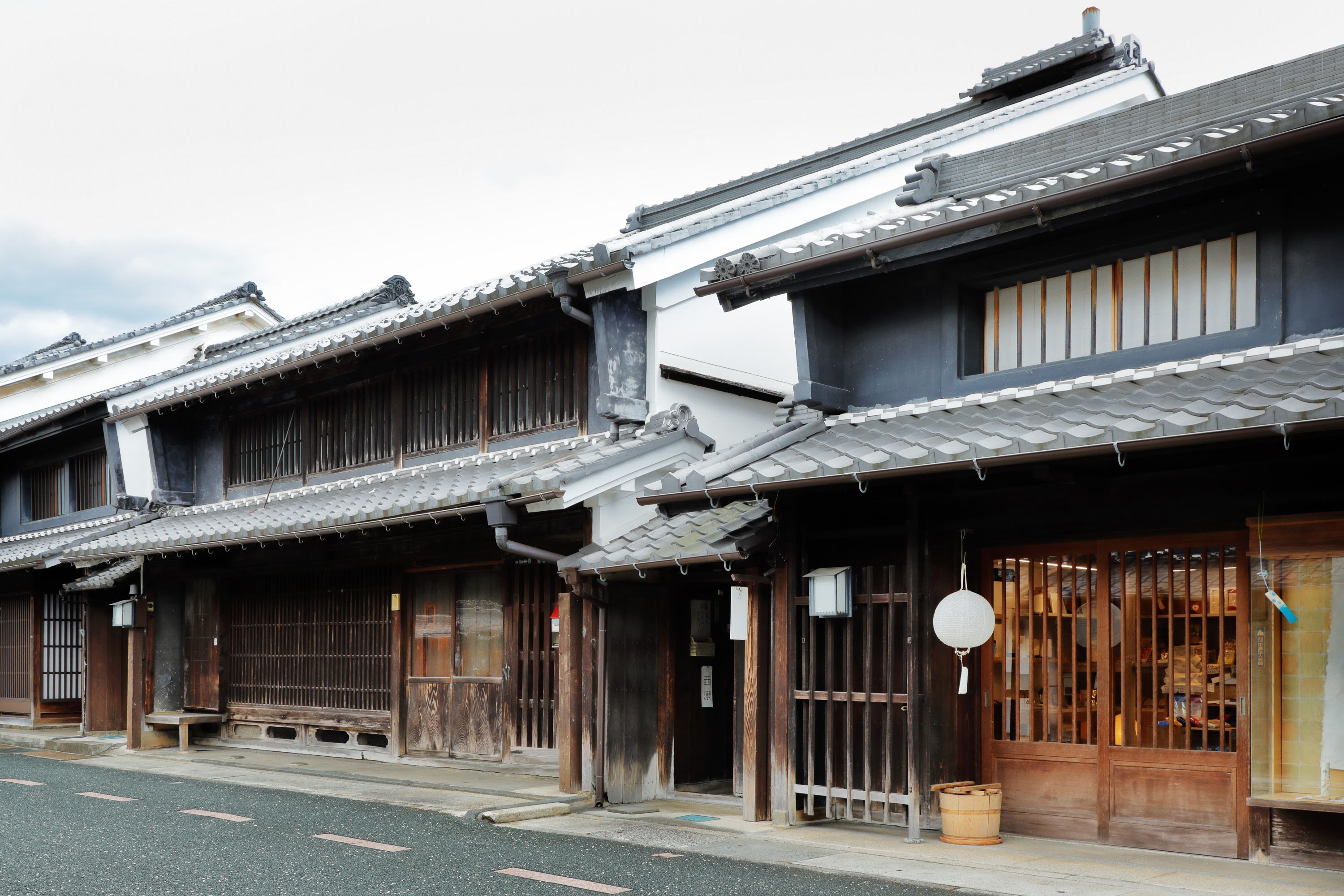
町並み
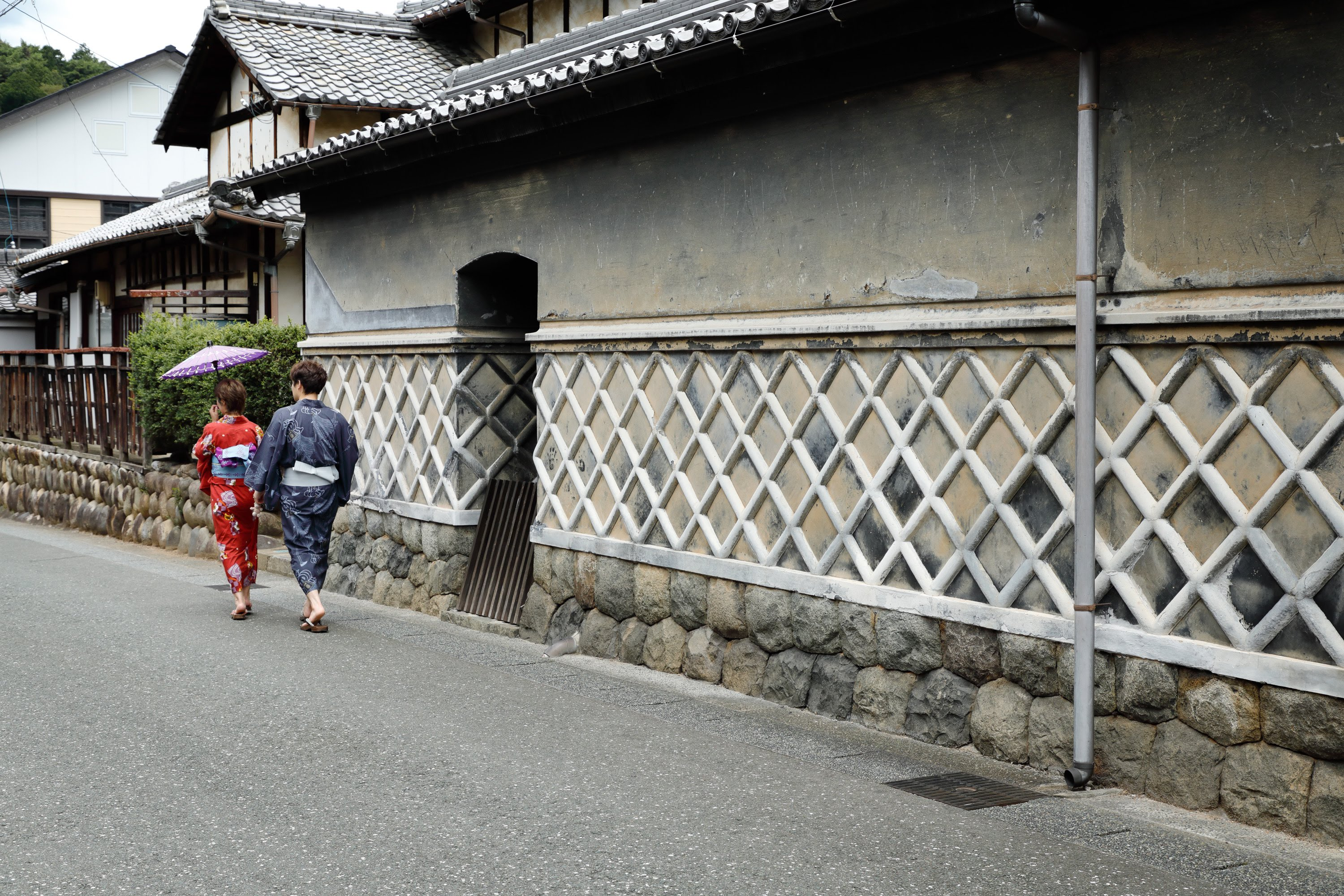
町並み
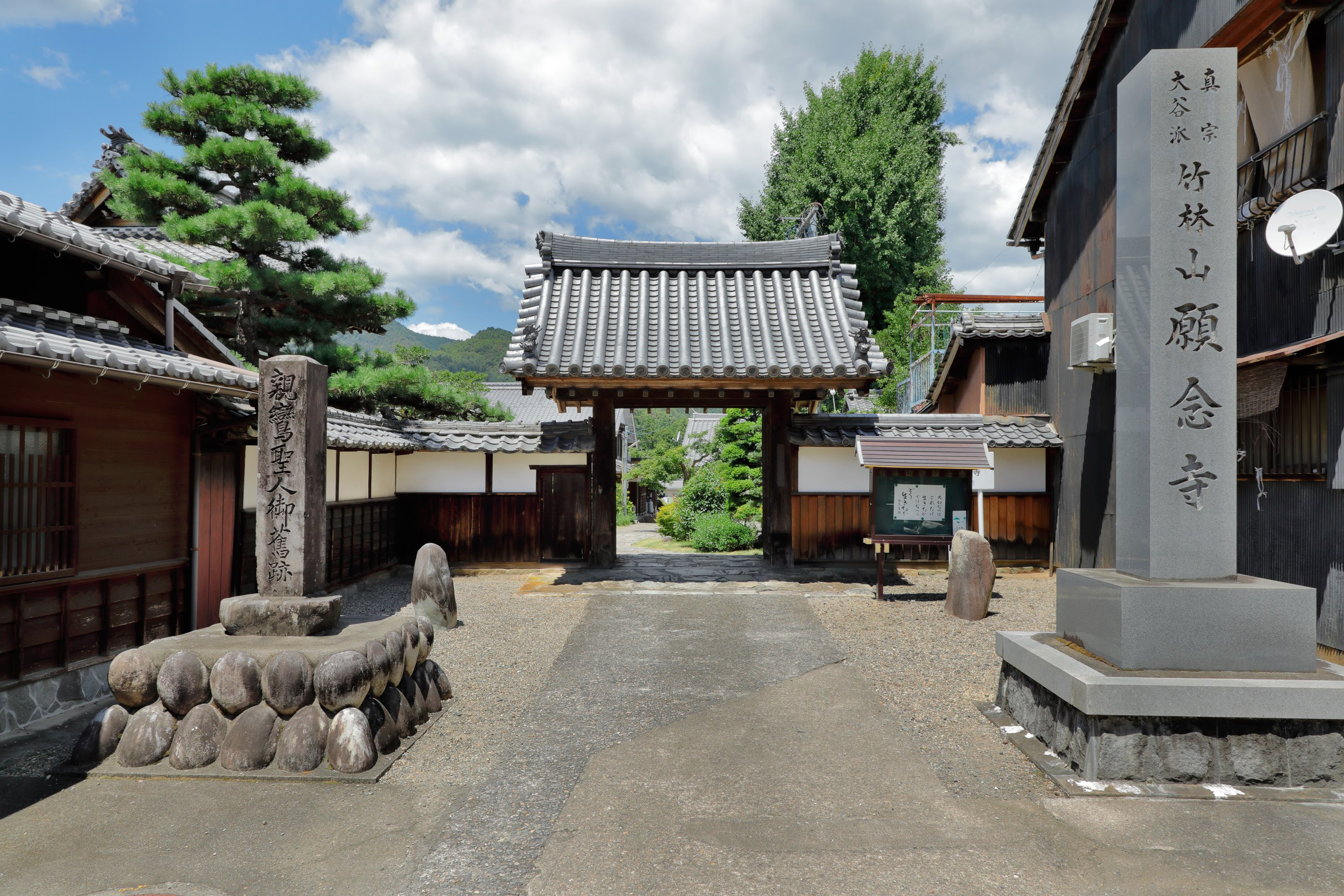
願念寺
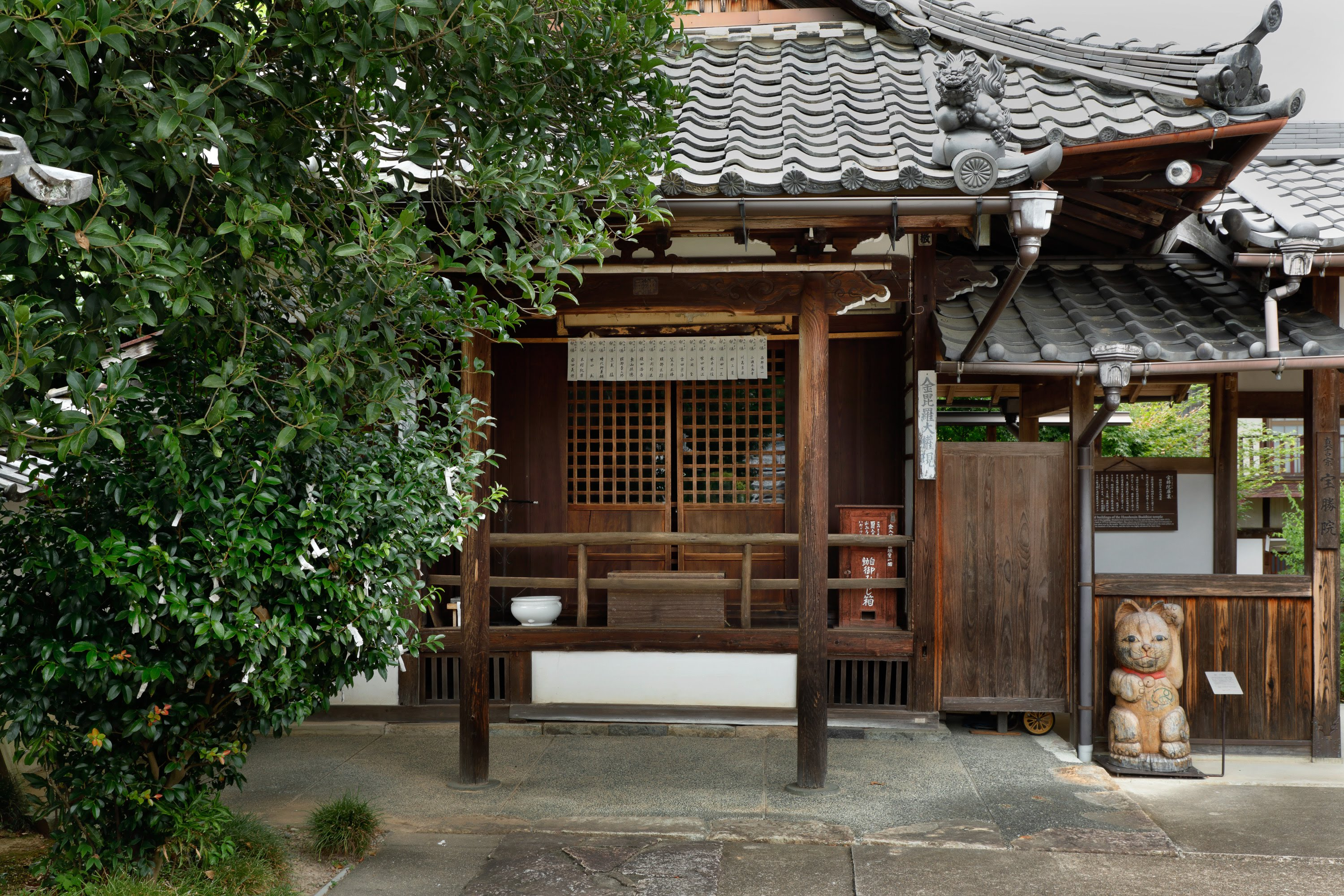
宝勝院

## アクセス
- 長良川鉄道越美南線 美濃市駅から徒歩で約10分。
- JR岐阜駅・名鉄岐阜駅から美濃市駅まで岐阜バス岐阜美濃線[3]で約1時間。2025年4月1日より廃止。
- 名鉄バスセンターから「うだつの町並み通り」停留所まで高速バス高速美濃・関 - 名古屋線[4]で約2時間。
- 東海北陸自動車道 美濃ICから車で約5分。